# Benzoato de magnésio
Benzoato de magnésio é o composto de fórmula Mg((C6H5COO)2.